# پواسن
پواسن (به انگلیسی: Powassan) یک شهرک در کانادا است که در Parry Sound واقع شده‌است. پواسن ۲۲۴٫۵۶ کیلومتر مربع مساحت و ۳٬۴۵۵ نفر جمعیت دارد.